# Rafael Carlos da Silva
Rafael Carlos da Silva (Campo Grande, 11 de mayo de 1987) es un deportista brasileño que compite en judo.
Participó en cuatro Juegos Olímpicos de Verano entre los años 2012 y 2024, obteniendo tres medallas: bronce en Londres 2012, bronce en Río de Janeiro 2016 y bronce en París 2024. En los Juegos Panamericanos consiguió tres medallas, en los años 2011 y 2023.
Ganó siete medallas en el Campeonato Mundial de Judo entre los años 2013 y 2023, y doce medallas en el Campeonato Panamericano de Judo entre los años 2011 y 2024.

## Carrera

### Primeros años
Nacido en Campo Grande, Mato Grosso do Sul, y criado en Rolândia, en el interior de Paraná, Silva descubrió el judo sólo a los 15 años, una edad muy avanzada para los deportistas de alto nivel. Las dificultades provocadas por el inicio tardío en el deporte, como la falta de técnica y de los fundamentos básicos del judo, se superaron con mucho entrenamiento. Con esto logró ascender rápidamente. En 2005 Rafael ya representó a Brasil a nivel internacional, aunque sólo llevaba 3 años en el deporte, y en 2006 Silva compitió en el Campeonato Mundial Juvenil de Judo en Santo Domingo. Pero fue en 2010 cuando los resultados de Silva comenzaron a aparecer de manera más destacada.

### 2010-12

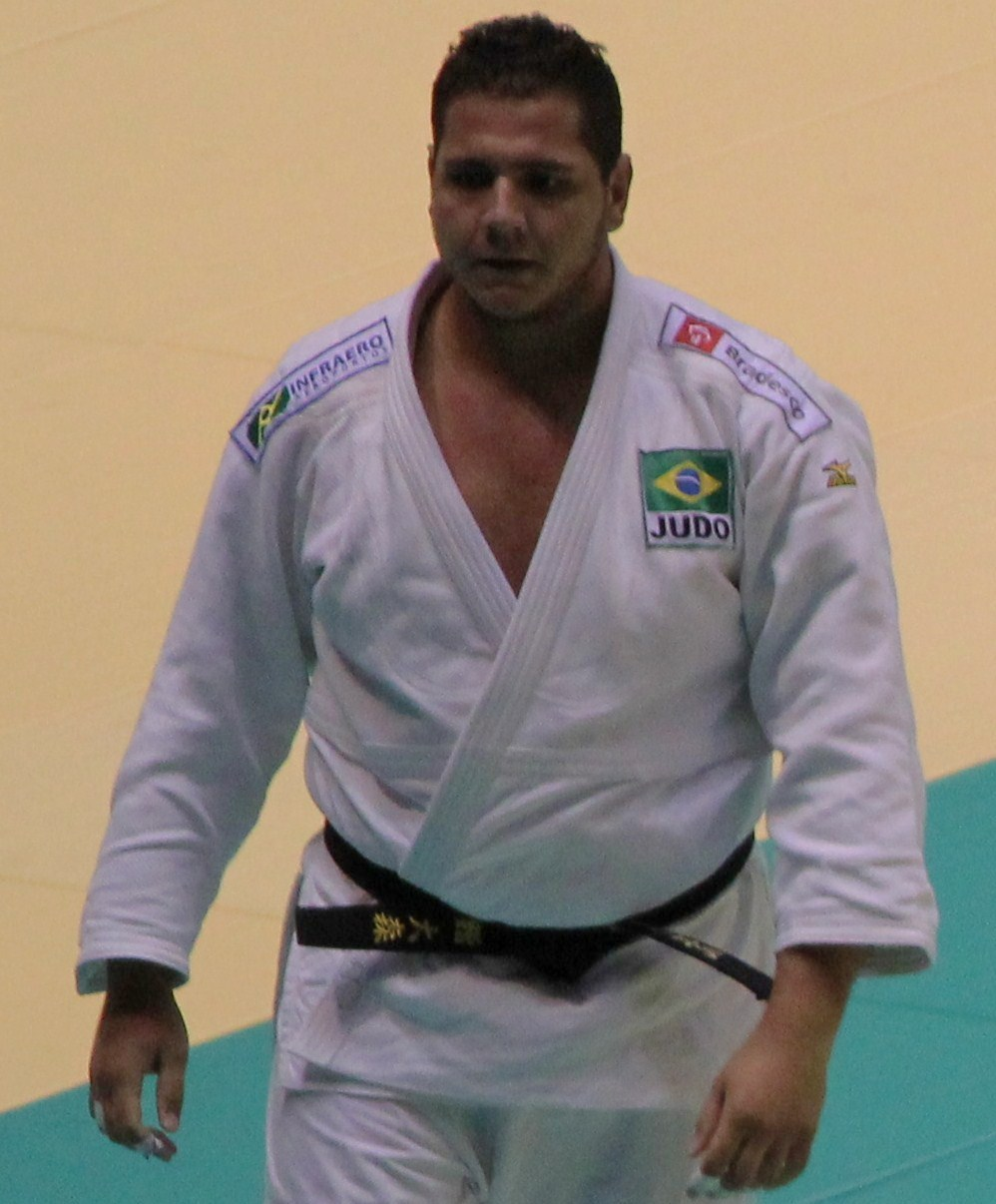
Baby en el Campeonato Mundial de Judo de 2010.

En los Juegos Sudamericanos de 2010 ganó tres medallas de oro: en la categoría +100 kg masculino, Open masculino y Equipos masculinos.
En 2010, Silva compitió en su primer campeonato mundial de adultos, en el Campeonato Mundial de Judo de 2010, cuando terminó en quinto lugar.
En 2011, Silva compitió por primera vez en los Juegos Panamericanos, en Guadalajara 2011, quedando segundo en la categoría +100 kg masculino.
A finales de 2011 obtuvo su primera medalla en Grand Slams (el torneo que más puntos da en el ranking de judo después de los Juegos Olímpicos, el Mundial y el World Masters) en Tokio, donde obtuvo un bronce.
Participando en el Judo World Masters de 2012 (la segunda competición más importante del circuito después del Campeonato Mundial), Baby ganó el oro, derrotando al campeón mundial de 2010, el japonés Daiki Kamikawa, por ippon en la final.
En el Campeonato Panamericano de Judo de 2012 celebrado en Montreal, Canadá, Silva, entonces tercero en el ranking mundial de la IJF (Federación Internacional de Judo) en la categoría de más de 100 kg, ganó el que se convertiría en el primero de muchos oros en esta competición. , derrotando al cubano Oscar Brayson.
En 2012, también obtuvo dos medallas de plata en los Grand Slams de París y Tokio.
A lo largo de 2011 y 2012, el brasileño se consolidó como uno de los judocas más prometedores de la categoría, ganando más de 11 medallas en el Circuito Mundial, entre ellas la plata en el tradicional Grand Slam de Tokio y la medalla de plata en el campeonato mundial por equipos masculino..

### Juegos Olímpicos de Verano de 2012
En 2012, Silva ingresó definitivamente a la galería de los más grandes judocas brasileños, cuando ganó la medalla de bronce en los Juegos Olímpicos de Londres, la única del judo masculino brasileño en esa edición y la primera medalla en la historia de Brasil en la división de peso pesado. Silva mantuvo su excelente forma durante todo el ciclo olímpico de 2016 y llegó a liderar el ranking mundial, por delante del francés Teddy Riner, uno de los grandes nombres de la historia del judo mundial.

### 2013-2016

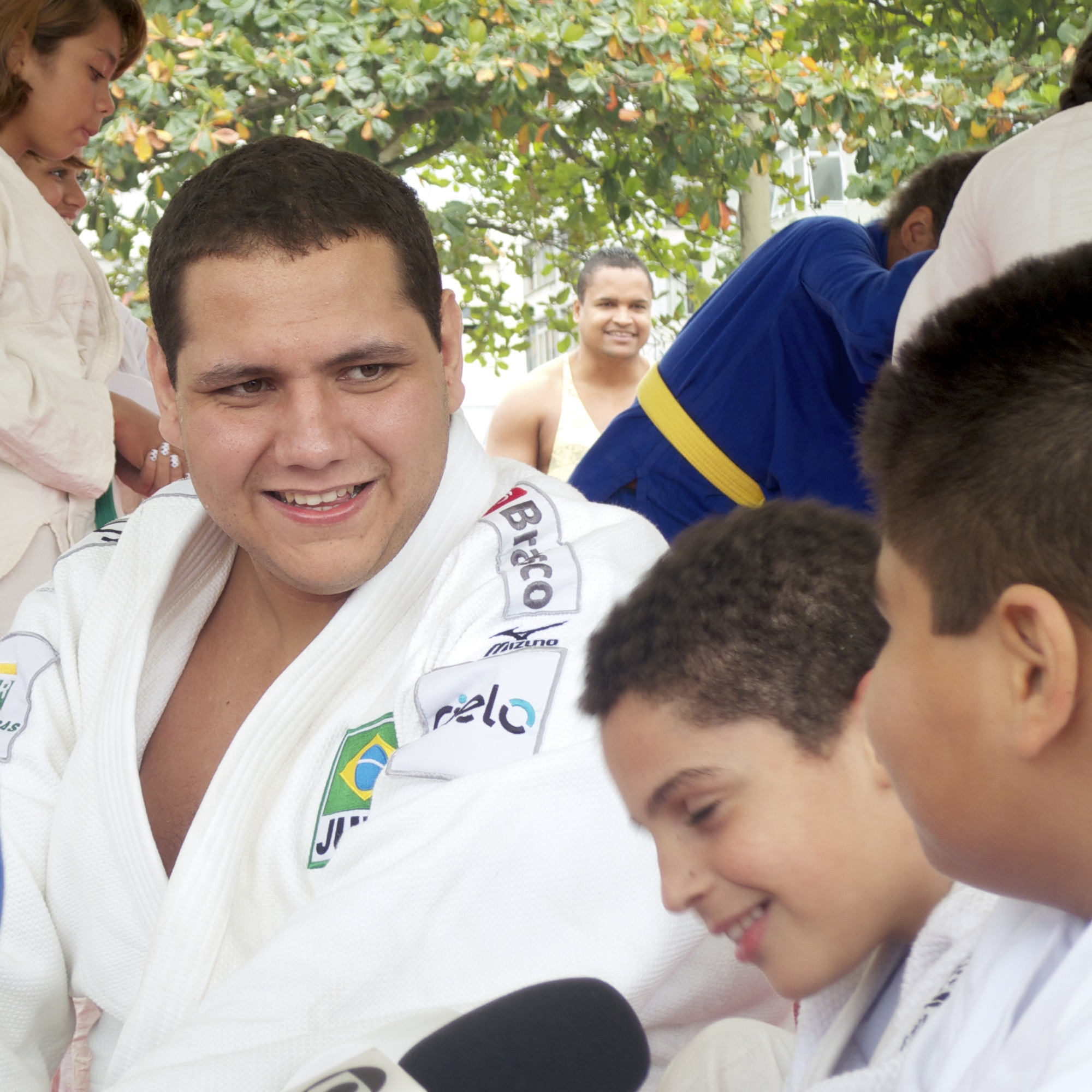
Rafael Silva, 2013

En el Campeonato Panamericano de Judo de 2013, celebrado en San José, Costa Rica, Baby se consagró bicampeón de la categoría Peso Pesado (+100 kg).
En el Judo World Masters de 2013, Baby ganó la medalla de plata.
En el Campeonato Mundial de Judo de 2013, celebrado en Río de Janeiro, Brasil, "Baby", como apodan a Rafael Silva, llegó a la final, pero perdió ante el legendario judoca Teddy Riner, seis veces campeón del mundo. Con esto obtuvo la medalla de plata.
A finales de 2013, ganó la plata en el Grand Slam de Tokio.
En el Campeonato Panamericano de Judo de 2014, celebrado en Guayaquil, Ecuador, Baby se consagró tricampeón de la categoría Peso Pesado (+100 kg).
Rafael Silva logró su mejor actuación en Grand Slams en Tyumen 2014, cuando fue campeón, obteniendo la medalla de oro.
En el Campeonato Mundial de Judo de 2014, celebrado en Chelyabinsk, Rusia, Rafael Silva llegó a semifinales, teniendo que enfrentarse una vez más al invencible Teddy Riner (nadie había logrado derrotarlo en la categoría de peso pesado en un campeonato mundial). Tras perder la semifinal, volvió a la medalla de bronce, donde venció al holandés Roy Meier y se quedó con el bronce.
En abril de 2015, en el Campeonato Panamericano de Judo de 2015 en Edmonton, llegó a una final brasileña contra David Moura, pero fue derrotado y se llevó la medalla de plata.
En junio de 2015, sufrió una lesión en el tendón del músculo pectoral mayor derecho durante un entrenamiento de fuerza y fue sometido a un procedimiento quirúrgico el 30 de junio. Como resultado, tuvo que ser retirado de los Juegos Panamericanos de 2015, del Campeonato Mundial de Judo de 2015 y No pudo competir durante el resto del año.
En 2016, Baby luchó por recuperarse de su lesión y volver a adelantarse a su compatriota David Moura para clasificarse para los Juegos Olímpicos de 2016 en Río de Janeiro. En el Campeonato Panamericano de Judo de 2016 en La Habana, con una nueva final entre Baby y Moura, Baby esta vez ganó y se consagró tetracampeón del torneo.

### Juegos Olímpicos de Verano 2016

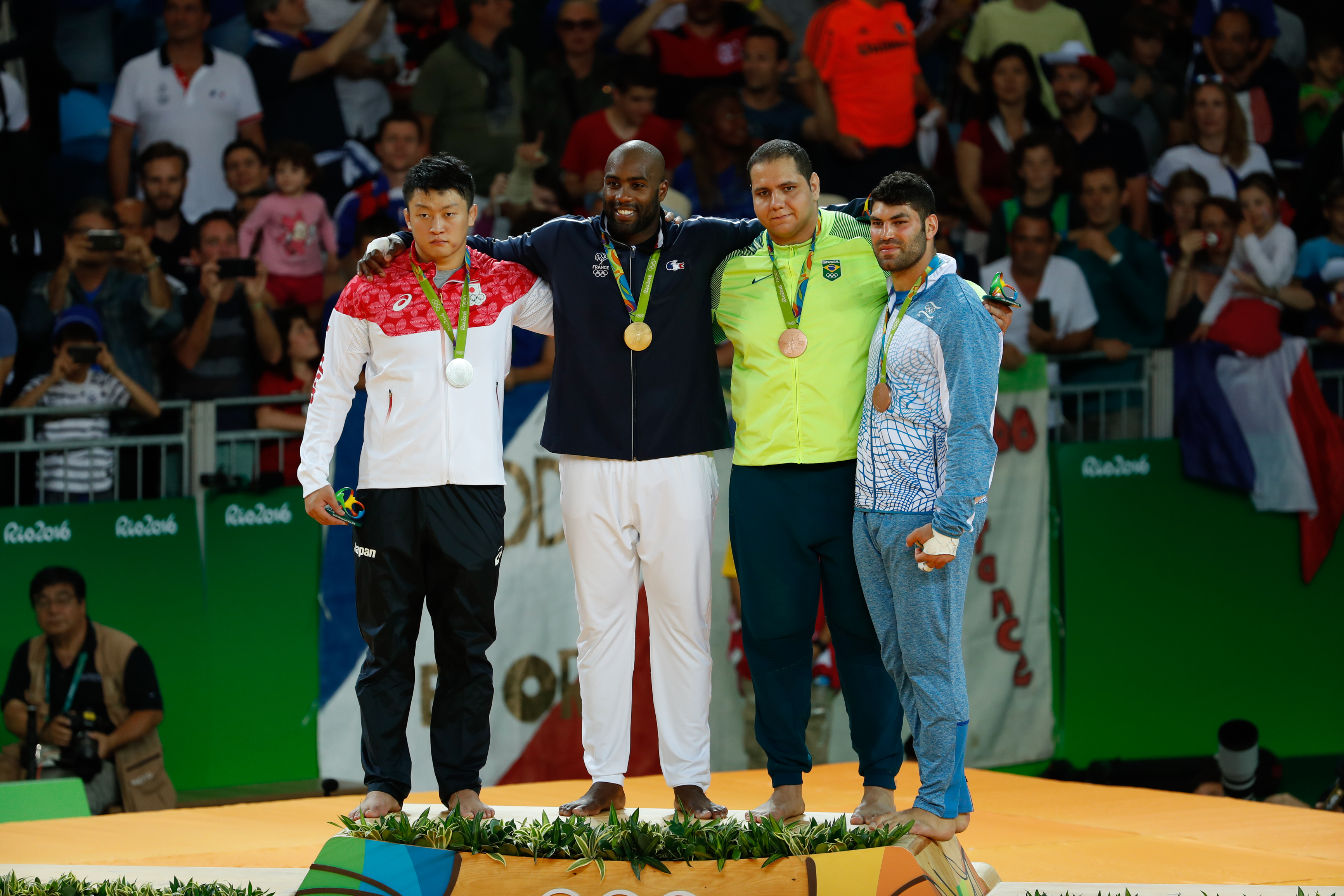
Medallistas en los Juegos Olímpicos de 2016

En los Juegos Olímpicos de Verano de 2016, volvió a ganar la medalla de bronce en +100 kg masculino, perdiendo solo ante Teddy Riner.

### 2017-2020
En el Grand Slam de París de 2017, Silva ganó una medalla de bronce.

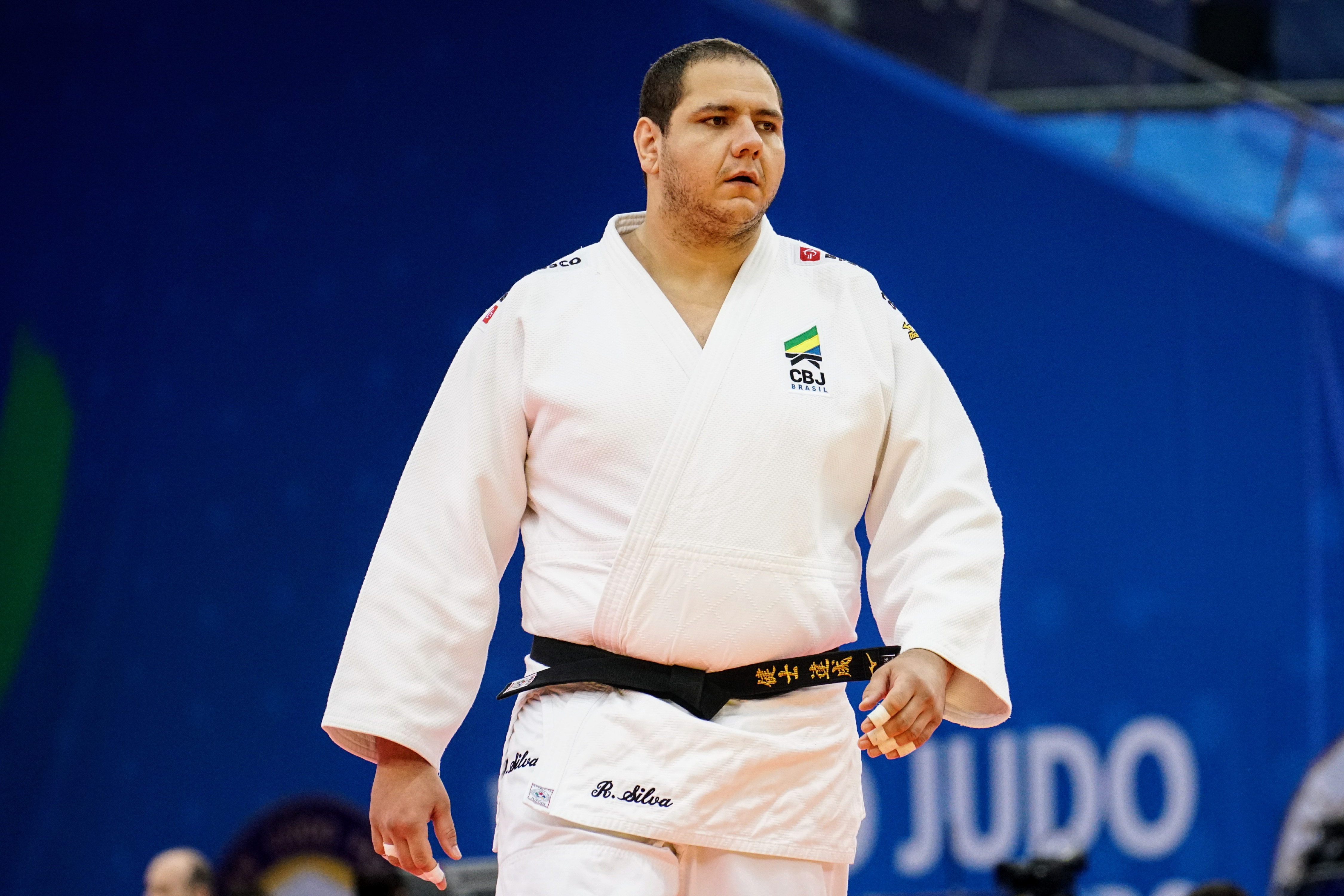
Baby en el Campeonato Mundial de Judo de 2018.

En el Campeonato Mundial de Judo de 2017 celebrado en Budapest, Hungría, Baby venció en su debut a Ushangi Kokauri, de Azerbaiyán, por ippon. Luego, contra el rumano Daniel Natea, ganó por waza-ari. El siguiente rival fue el tunecino Faicel Jaballah. Una vez más, Rafael Silva logró imponerse por ippon. En cuartos de final se enfrentó a Teddy Riner, que no había perdido una pelea en 7 años y no tenía ninguna posibilidad. El francés aplicó dos waza-aris e inmovilizó al brasileño durante 20 segundos, ganando por ippon, empujando a Slva al repechaje. Para seguir soñando con una medalla, Baby necesitaba superar al austriaco Daniel Allerstorfer. La lucha fue dura y desembocó en el marcador de oro con un penalti al brasileño y dos a Allerstorfer. Tras casi seis minutos de lucha, el austriaco volvió a ser castigado y perdió el combate. En la disputa del bronce, el rival fue Borna Bor. El húngaro, apoyado por la afición, lo hizo bien, pero la experiencia del brasileño contó más. La pelea una vez más fue por el marcador de oro. Después de 6min18s, Bor recibió el segundo shido y Baby celebró el bronce, su tercera medalla individual en campeonatos del mundo (plata en Río 2013, bronce en Chelyabinsk 2014 y Budapest 2017). En la modalidad por equipos mixtos obtuvo medalla de plata representando a Brasil.
En el Judo World Masters de 2017, Baby ganó la medalla de bronce.
En el Grand Slam de Ekaterimburgo de 2018, Silva ganó una medalla de bronce.
En el Campeonato Mundial de Judo de 2018 celebrado en Bakú, Azerbaiyán, Baby perdió en la primera ronda ante el japonés Hisayoshi Harasawa, subcampeón olímpico en los Juegos de Río 2016. No estaba bien en el ranking porque peleó poco durante este período, por lo que tuvo la mala suerte de caer contra uno de los mejores peleadores de la categoría.
En el Judo World Masters de 2018, Baby ganó la medalla de plata.
En el Grand Slam de Ekaterimburgo de 2019, Silva ganó una medalla de bronce.
En el Campeonato Panamericano de Judo de 2019 celebrado en Lima, Perú, en otra final brasileña con Baby enfrentándose a David Moura por tercera vez en la final de este torneo, Baby obtuvo su quinto oro en el Campeonato Panamericano de Judo. En la modalidad por equipos mixtos obtuvo medalla de oro representando a Brasil.
En el Campeonato Mundial de Judo de 2019 celebrado en Tokio, Japón, Baby alcanzó los cuartos de final, perdiendo ante el japonés Hisayoshi Harasawa, de la misma manera que en 2018. En la repesca alcanzó el partido por la medalla de bronce, pero perdió ante el coreano Kim Min-jong. terminando 5to. En la modalidad por equipos mixtos obtuvo medalla de bronce representando a Brasil.
En el Grand Slam de Düsseldorf de 2020, Silva ganó la medalla de bronce.
En 2020, ganó la medalla de plata en la prueba masculina de +100 kg en el Campeonato Panamericano de Judo de 2020 celebrado en Guadalajara, México.
En el Campeonato Panamericano de Judo de 2021 celebrado en Guadalajara, México, en otra final brasileña con Baby (entonces décimo del mundo) enfrentando a David Moura (entonces 11º del mundo) por cuarta vez en la final de este torneo, Baby obtuvo su sexto oro en Campeonato Panamericano de Judo.
Fue medallista de plata en los Grand Slams de Tbilisi y Kazán, antes de acudir al Mundial de 2021.
En el Campeonato Mundial de Judo de 2021 celebrado en Budapest, Hungría, Baby tuvo el mismo desempeño que en 2019: llegó a semifinales, pero fue derrotado dos veces seguidas, por el japonés Kokoro Kageura y en el partido por el bronce por el holandés Roy Meyer. terminando quinto nuevamente. En la modalidad por equipos mixtos obtuvo medalla de bronce representando a Brasil.

### Juegos Olímpicos de Verano 2020
Representó a Brasil en los Juegos Olímpicos de Verano de 2020.

### 2021-2024
Ganó la medalla de plata en su evento en el Judo Grand Slam Tel Aviv 2022 celebrado en Tel Aviv, Israel.
En el Campeonato Panamericano y de Oceanía de Judo de 2022 celebrado en Lima, Perú, Baby llegó a la final, pero perdió por polémicos shidos ante el cubano Andy Granda, obteniendo la plata.
En el Campeonato Mundial de Judo de 2022 celebrado en Tashkent, Uzbekistán, fue eliminado en octavos de final por el uzbeko Alisher Yusupov. Había vencido al chino Ruixuan Li en su primera pelea.
En el Grand Slam de Tel Aviv 2023 obtuvo la medalla de bronce.
En mayo de 2023, en el Campeonato Mundial de Judo de 2023 celebrado en Doha, Catar, Baby se convirtió en el judoka de mayor edad de la historia en subir al podio de la competición. A sus 36 años obtuvo la medalla de bronce. Hizo una gran campaña, superando en el repechaje al campeón del año pasado, el cubano Andy Granda, y sorprendió en la disputa del bronce, al superar por wazari en el marcador de oro al líder del ranking, Temur Rakhimov, de Tayikistán. Previamente había derrotado al ecuatoriano Freddy Figueroa y al alemán Losseni Kone, antes de caer ante el uzbeko Alisher Yusupov.
En el Campeonato Panamericano y de Oceanía de Judo de 2023 celebrado en Calgary, Canadá, Baby hizo una nueva final con el cubano Andy Granda, donde peleó parejo pero terminó recibiendo 3 shidos y obteniendo la plata. También ganó una medalla de oro en la selección mixta de Brasil.
Participando en los Juegos Panamericanos por última vez en su vida, Baby estuvo en los Juegos Panamericanos de 2023 en Santiago, Chile. En esta competencia obtuvo bronce en la categoría +100 kg y plata en los equipos mixtos representando a Brasil.
En el Campeonato Panamericano y de Oceanía de Judo de 2024 ganó la medalla de plata.

## Palmarés internacional
| Juegos Olímpicos        | Juegos Olímpicos        | Juegos Olímpicos  | Juegos Olímpicos |
| Año                     | Lugar                   | Medalla           | Categoría        |
| ----------------------- | ----------------------- | ----------------- | ---------------- |
| 2012                    | Londres (Reino Unido)   | Medalla de bronce | +100 kg          |
| 2016                    | Río de Janeiro (Brasil) | Medalla de bronce | +100 kg          |
| 2024                    | París (Francia)         | Medalla de bronce | Equipo mixto     |
| Campeonato Mundial      |                         |                   |                  |
| Año                     | Lugar                   | Medalla           | Categoría        |
| 2013                    | Río de Janeiro (Brasil) | Medalla de plata  | +100 kg          |
| 2014                    | Cheliábinsk (Rusia)     | Medalla de bronce | +100 kg          |
| 2017                    | Budapest (Hungría)      | Medalla de bronce | +100 kg          |
| 2021                    | Budapest (Hungría)      | Medalla de bronce | Equipo mixto     |
| 2023                    | Doha (Catar)            | Medalla de bronce | +100 kg          |
| Juegos Panamericanos    |                         |                   |                  |
| Año                     | Lugar                   | Medalla           | Categoría        |
| 2011                    | Guadalajara (México)    | Medalla de plata  | +100 kg          |
| 2023                    | Santiago (Chile)        | Medalla de plata  | Equipo mixto     |
| 2023                    | Santiago (Chile)        | Medalla de bronce | +100 kg          |
| Campeonato Panamericano |                         |                   |                  |
| Año                     | Lugar                   | Medalla           | Categoría        |
| 2011                    | Guadalajara (México)    | Medalla de plata  | +100 kg          |
| 2012                    | Montreal (Canadá)       | Medalla de oro    | +100 kg          |
| 2013                    | San José (Costa Rica)   | Medalla de oro    | +100 kg          |
| 2014                    | Guayaquil (Ecuador)     | Medalla de oro    | +100 kg          |
| 2015                    | Edmonton (Canadá)       | Medalla de plata  | +100 kg          |
| 2016                    | La Habana (Cuba)        | Medalla de oro    | +100 kg          |
| 2019                    | Lima (Perú)             | Medalla de oro    | +100 kg          |
| 2020                    | Guadalajara (México)    | Medalla de plata  | +100 kg          |
| 2021                    | Guadalajara (México)    | Medalla de oro    | +100 kg          |
| 2022                    | Lima (Perú)             | Medalla de plata  | +100 kg          |
| 2023                    | Calgary (Canadá)        | Medalla de plata  | +100 kg          |
| 2024                    | Río de Janeiro (Brasil) | Medalla de plata  | +100 kg          |